# Palermo (New Jersey)
 (août 2025).
Palermo est une census-designated place située dans le comté de Cape May, dans l’État du New Jersey, aux États-Unis. Lors du recensement de 2020, elle compte 3 183 habitants.